# Боннетовые
Боннетовые, или Боннетиевые (лат. Bonnetiaceae) — небольшое семейство вечнозелёных растений. Согласно Системе классификации APG III (2009) семейство входит в состав порядка Мальпигиецветные.
Семейство включает три рода, содержащие 35 видов, из которых 30 видов относятся к роду Боннетия.

## Распространение
Боннетовые распространены в американских тропиках (неотропике), в Юго-Восточной Азии, на островах Малайского архипелага, на Новой Гвинее.
Типичное местообитание растений — тропические саванны на высоте около полутора километров и выше, берега рек у порогов и каскадов, изредка — редкие тропические леса, переходящие в саванны.

## Биологическое описание

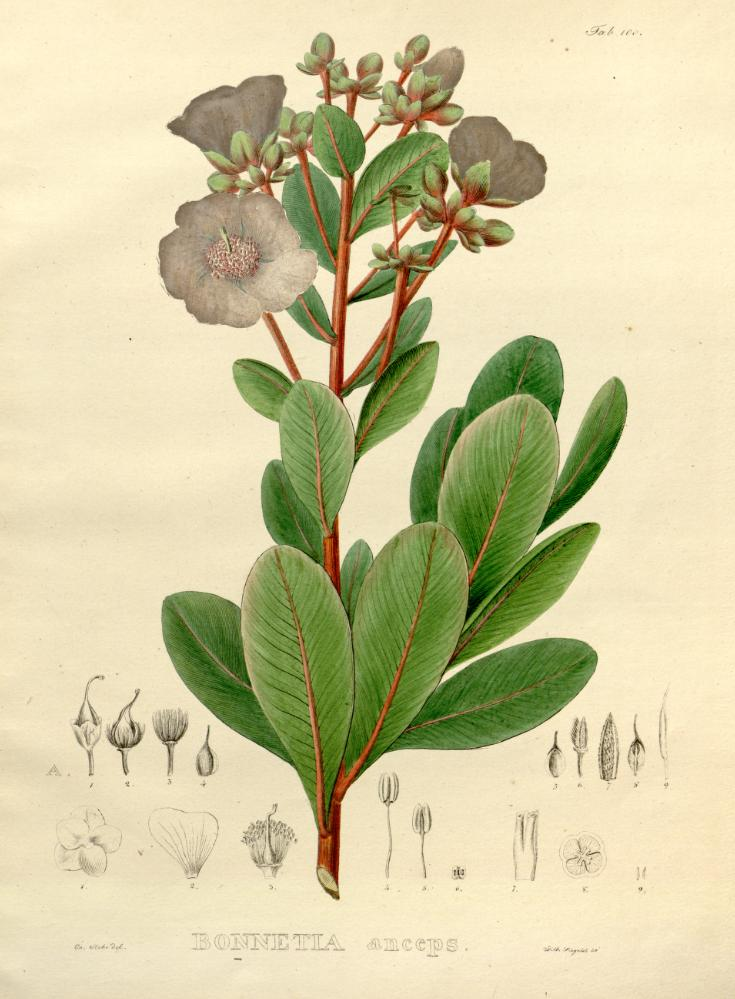
Bonnetia anceps. Ботаническая иллюстрация из книги Карла Фридриха Мартиуса Nova genera et species plantarum brasiliensium (1824)

Представители семейства — вечнозелёные кустарники. Листья цельнокрайные, обычно без прилистников. Отличительной особенностью боннетовых является то, что листья на ветвях почти по всей длине отсутствуют, они собраны в розетки ближе к верхушке; на ветвях имеются лишь заметные листовые следы.
Цветки боннетовых одиночные либо собраны в короткие соцветия. Прицветники похожи на листья, но более мелкие по сравнению с последними. Чашелистиков пять. Лепестков пять, они свободные. Тычинки многочисленные, со свободными нитями. Завязь 3—5-гнёздная.
Столбик — с трёхраздельным рыльцем. Семязачатки многочисленные. Плод — коробочка с многочисленными мелкими семенами.
Одна из особенностей боннетовых — полное или почти полное отсутствие секреторных тканей.

## Роды
Полный список родов семейства по данным сайта APWeb с указанием некоторых синонимов:
- Acopanea Steyerm. — Акопанея = Bonnetia Mart.
- Archytaea Mart. — Архитея
- Bonnetia Mart. — Боннетия
- Neblinaria Maguire — Неблинария = Bonnetia Mart.
- Neogleasonia Maguire — Неоглисония = Bonnetia Mart.
- Ploiarium Korthals — Плойариум

Растения родов Archytaea и Bonnetia встречаются только в Неотропике. Ploiarium, кроме Южной Америки, распространён также и в Юго-Восточной Азии.